# ヤエヤマアオガエル
ヤエヤマアオガエル（八重山青蛙、Zhangixalus owstoni）は、アオガエル科アオガエル属に分類されるカエル。別名オーストンアオガエル。

## 分布
日本（石垣島、西表島）固有種

## 形態
体長オス4.2-5.1センチメートル、メス5-6.7センチメートル。頭部は大型で幅広い。背面は黄緑色だが、環境によってある程度体色を変化させることができる。腹面は淡黄色。後肢大腿部の後面は赤い。体側面や後肢の内側には黒い斑点が点在する。
虹彩は黄色。

## 分類
以前はオキナワアオガエルの亜種とされていたが、鳴き声が異なることから独立種とされた。オキナワアオガエルよりも台湾に分布するモルトレヒアオガエルに近縁と考えられている。

## 生態
開けた湿原の周辺にある森林などに生息する。樹上棲で主に樹上の低所で生活し、地表に降りることは少ない。
食性は動物食で、昆虫、節足動物などを食べる。
繁殖形態は卵生。冬季に水田や水たまりの周辺にある草や樹上などに泡に包まれた卵を産む。産卵は1頭のメスに対し、1頭のオスのみで行われる。

## 人間との関係
ペットとして飼育されることもある。流通量は少ない。